# دورینگتون (کالیفرنیا)
دورینگتون (به انگلیسی: Dorrington) یک منطقهٔ مسکونی در ایالات متحده آمریکا است که در شهرستان کالاوراس، کالیفرنیا واقع شده‌است. دورینگتون ۹٫۴۷۴ کیلومتر مربع مساحت و ۶۰۹ نفر جمعیت دارد و ۱٬۴۵۳ متر بالاتر از سطح دریا واقع شده‌است.